# タルタ・デ・サンティアゴ

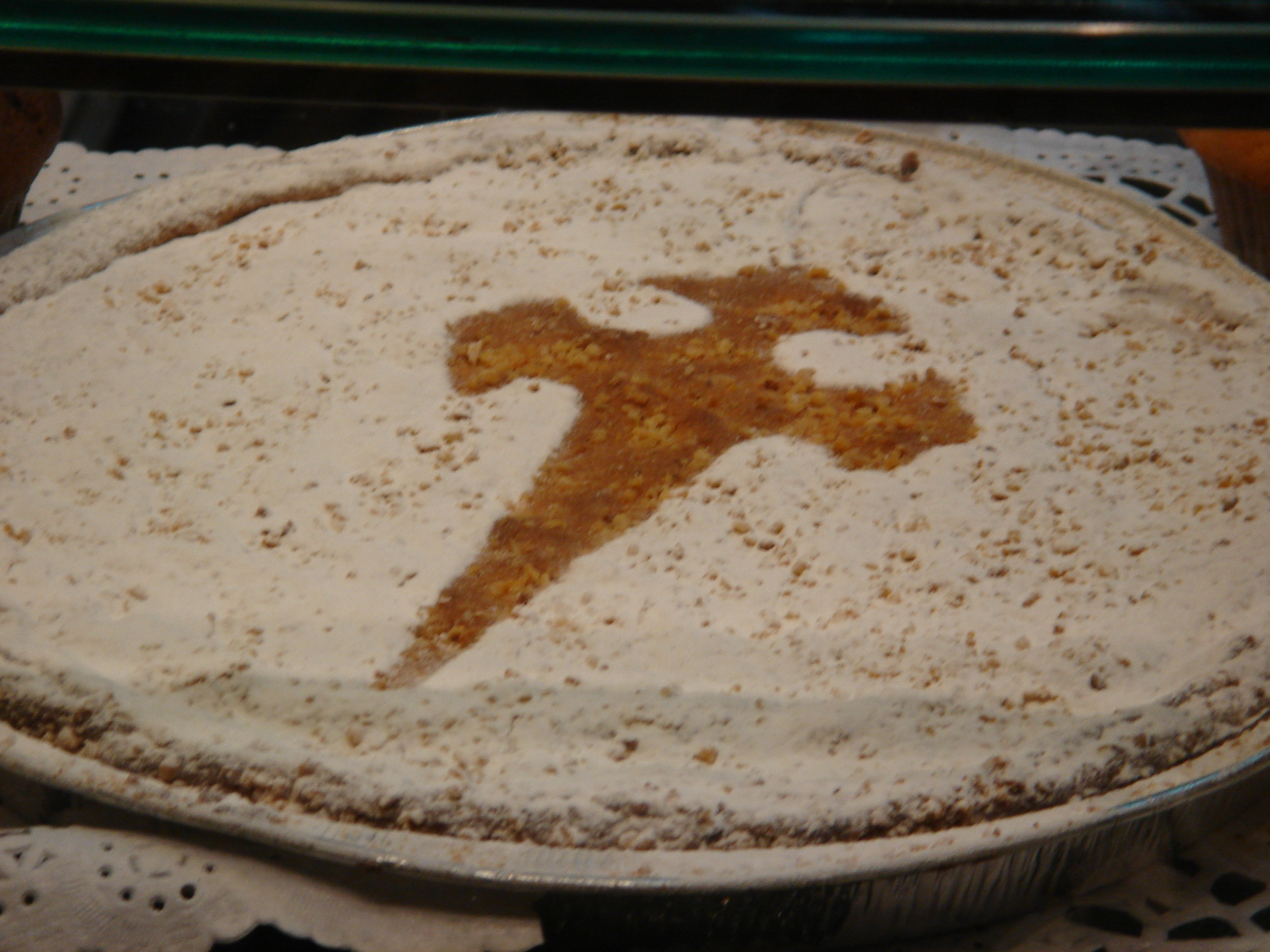

タルタ・デ・サンティアゴ (スペイン語：Tarta de Santiago、ガリシア語：Torta de Santiago) は、スペインのガリシア州の有名なアーモンドケーキである。「聖ヤコブのケーキ」という意味で、中世に発明された。中身には、砕いたアーモンド、卵、砂糖等で作ったフィリングが詰められる。表面には、聖ヤコブの十字 (cruz de Santiago) を型抜いて粉糖がまぶされる。ケーキの名前はこれに由来する。
2006年のヨーロッパの日に行われたCafe Europeのイベントでは、スペインを代表する菓子に選ばれた。
1986年にポーランドのワルシャワで行われたWorld Baked Goods competitionでは、23位になった。